# Rižskaja (stanice metra v Moskvě)
Rižskaja (rusky Рижская) je stanice moskevského metra. Z ní je možné přestoupit na stejnojmennou stanici na lince Bolšaja kolcevaja.

## Charakter stanice
Rižskaja je stanice na Kalužsko-Rižské lince, dala i její části název. Pojmenována je podle Rižského nádraží, které se nachází nedaleko od jejího povrchového vestibulu. Je konstruována jako podzemní, trojlodní stanice hluboko založená; nástupiště se nachází 46 m pod úrovní ostatního terénu. Všechny tři lodě jsou spojené prostupy a ta prostřední z nich je zkrácená. Poloměr střední lodě činí 9,5 m, u bočních pak 8,6 m. Výstup je jeden, vede eskalátorovým tunelem do již zmíněného vestibulu. Obklad podzemního prostoru tvoří keramické dlaždice žluté a červené barvy. Do nich jsou vyhotoveny obrazy s tematikou Rigy, hlavního města Lotyšska. Nad prostupy jsou pak ventilační mřížky ozdobené tradičním lotyšským motivem. Na ztvárnění stanice se vedle ruských podíleli také i lotyšští architekti.
Stanice byla otevřena 1. května 1958 jako součást tehdy Rižské linky (před sloučením s Kalužskou linkou na Kalužsko-Rižskou) a jejího úseku mezi stanicemi VDNCh a Prospekt Mira.

## Teroristický útok
Dne 31. srpna 2004 se sebevražedná atentátnice pokusila vstoupit do stanice. Když však uviděla policisty u vchodu, odpálila výbušniny. V důsledku výbuchu bylo zabito 10 lidí a více než 50 zraněných, včetně samotné teroristky. Mezi mrtvými a zraněnými byli, kromě Rusů, také obyvatelé Uzbekistánu, Moldavska a také jeden Kubánec. Síla exploze byla přibližně 2 kg TNT. 

## Rižskaja v kultuře
Ve stanici Rižskaja se odehrává část děje knihy Metro 2033 od Dmitrije Gluchovského.